# Hilarempis sordida
Hilarempis sordida är en tvåvingeart som först beskrevs av Friedrich Hermann Loew 1858.  Hilarempis sordida ingår i släktet Hilarempis och familjen dansflugor. Inga underarter finns listade i Catalogue of Life.